# Lac Malombe
Le lac Malombe est un petit lac du grand rift africain. Il a pour principale source la rivière Upper Shire, émissaire du bras sud-est du lac Malawi légèrement plus au nord et largement plus important en taille et en volume. Le lac Malombe se déverse ensuite dans le fleuve Zambèze qui lui se jette dans l'Océan Indien.

## Géographie
Ce lac est situé à environ 14° 40′ 00″ S, 35° 15′ 00″ E. Le lac est très peu profond avec une profondeur moyenne d'environ 2,4 mètres, et pendant une période de temps sec, le niveau de l'eau se retire et peut même disparaître. Le lac/lit était sec pendant plusieurs centaines d'années jusqu'à ce qu'il se remplisse par le déversement du trop-plein du lac Malawi.[réf. souhaitée]

## Chimie de l'eau
Le lac Malombe semble être essentiellement constitué de fonds vaseux ou/et sablonneux. C'est un lac peu profond ou l'eau est assez trouble.

## Faune aquatique
Au cours des dernières années, le nombre de pêcheurs sur le lac a considérablement augmenté, ce qui a conduit à un déclin local de certaines espèces de poissons, en particulier le "chambo" (oreochromis lidole) qui est une source importante de nourriture dans tout le Malawi. La faune aquatique du lac Malombe regroupe principalement des espèces rencontrées dans le lac Malawi plus au nord. En effet grand nombre d'espèces de poissons notamment de la famille des cichlidae y sont présentes.

### Liste des espèces
Une petite liste non exhaustive des poissons et principalement de ceux de la famille des cichlidae que l'on trouve dans le lac Malombe :
- Les M'bunas:
  - Cyathochromis obliquidens
  - Maylandia elegans
  - Maylandia livingstonii

- Les Haplos :
  - Aristochromis christyi
  - Astatotilapia calliptera
  - Aulonocara guentheri
  - Buccochromis lepturus
  - Buccochromis nototaenia
  - Buccochromis rhoadesii
  - Champsochromis spilorhynchus
  - Chilotilapia rhoadesii
  - Copadichromis chrysonotus
  - Copadichromis sp. "virginalis"
  - Corematodus shiranus
  - Cyrtocara moorii
  - Dimidiochromis compressiceps
  - Dimidiochromis kiwinge
  - Dimidiochromis strigatus
  - Docimodus evelynae
  - Docimodus johnstoni
  - Fossorochromis rostratus
  - Hemitilapia oxyrhynchus
  - Lethrinops lethrinus
  - Lethrinops macrochir
  - Lethrinops turneri (Lethrinops sp. "pink head")
  - Mylochromis balteatus
  - Mylochromis subocularis
  - Nimbochromis livingstonii
  - Nimbochromis venustus
  - Otopharynx tetraspilus
  - Otopharynx tetrastigma
  - Otopharynx sp. "argyrosoma red"
  - Placidochromis johnstoni
  - Placidochromis sp. "longimanus malombe"
  - Protomels kirkii
  - Protomelas ornatus
  - Protomelas similis
  - Protomelas triaenodon
  - Rhamphochromis spp.
  - Trematocranus placodon

- Les Tilapias :
  - Oreochromis karongae
  - Oreochromis lidole "chambo"
  - Oreochromis shiranus
  - Oreochromis squamipinnis
  - Tilapia rendalli

- Les non cichlides comme un Bagridae :
  - Bagrus meridionalis (Kampango)

## Galerie

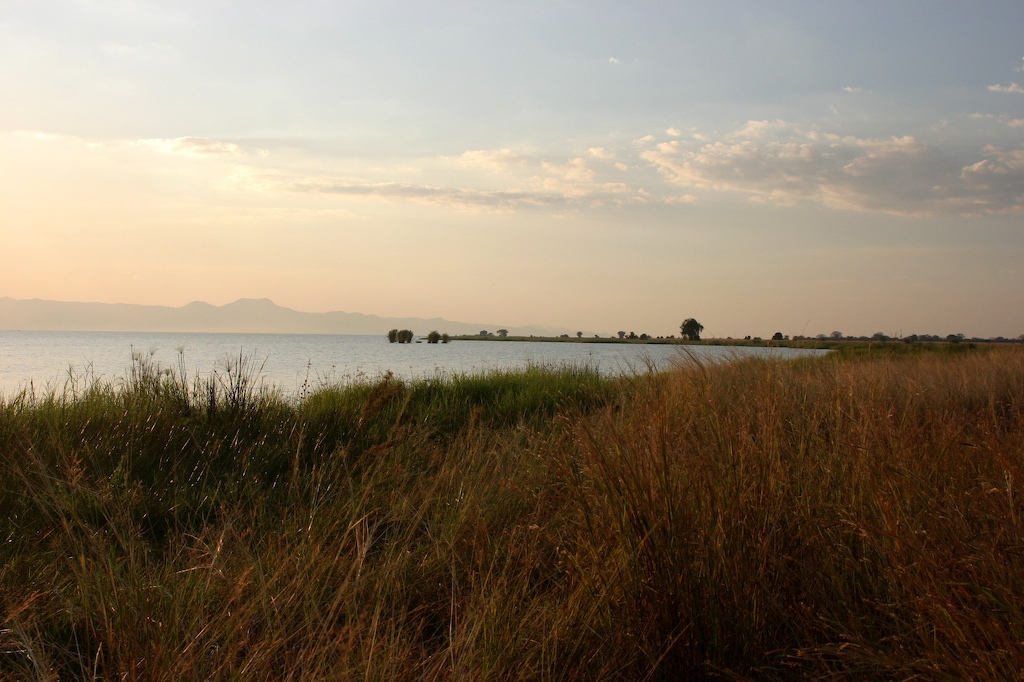
une rive du lac Malombe